# Corynebacterium diphtheriae
Corynebacterium diphtheriae é uma espécie de bactérias bacilares gram-positivas, quimiorganotrópicas, catalase positivo, oxidase negativos, imóveis, anaeróbicos facultativos, não formadoras de esporos, que causam difteria. As cepas podem ou não ser produtoras de toxinas (toxina diftérica). Suas colônias são marrom escuras ou negras, por produzir H2S e formam ângulos que parecem "letras chinesas" ou letras como "V", "Y" ou "X".

## Estrutura e Fisiologia
Corynebacterium diphtheriae são bacilos pleomórficos que medem de 0,3 a 0,8 por 1,0 a 8,0 micrômetros em suas maiores dimensões. Formam grandes colônias quando cultivadas em meio ágar sangue durante uma noite. A espécie é dividida em quatro diferentes biotipos, classificados de acordo com as propriedades químicas e com a morfologia das colônias: balfanti, gravis, intermedius e mitis. A maior parte dos casos descritos de difteria foi causada pelos biotipos gravis e mitis, de modo que os outros dois biotipos estão raramente associados à doença.
Assim como os outros integrantes do gênero Corynebacterium, C. diphtheriae não é capaz de se corar por métodos de álcool-ácido resistência. Armazenam fosfatos em grânulos metacromáticos visíveis ao microscópio. 

## Patogênese
O bacilo diftérico é o agente etiológico da difteria clássica, a qual se caracteriza pela formação de uma pseudomembrana branco-acinzentada altamente aderente composta por células epiteliais necrosadas, bactérias, leucócitos, eritrócitos e fibrina, podendo se estender desde a amígdala até a traqueia. O principal fator de virulência desta bactéria é a toxina diftérica. Produzida no local da infecção, esta exotoxina é muito potente (dose letal 0,1 micrograma por quilo), gerando os efeitos sistêmicos da difteria. A toxina diftérica é secretada como uma cadeia polipeptídica única (tipo AB). Esta cadeia é clivada por uma protease originando dois fragmentos A e B. Essa clivagem faz com que a subunidade A se mova através da membrana citoplasmática da célula hospedeira para dentro do citoplasma. Em seguida, age interrompendo a síntese proteica bloqueando a transferência do RNA transportador à cadeia polipeptídica em crescimento. Existem três regiões funcionais na molécula da toxina: uma região catalítica localizada na subunidade A, uma região de ligação com o receptor e uma região de translocação, ambas localizadas na subunidade B. O receptor para a toxina é o fator de crescimento epidérmico ligante de heparina, que está presente na superfície de diversas células eucarióticas, particularmente em células cardíacas e nervosas; a sua existência explica os sintomas neurológicos e cardíacos observados em pessoas com difteria grave. Deste modo, a toxina pode se disseminar para várias partes do organismo causando, por exemplo, infecções graves no coração como endocardite. A própria bactéria sequer precisa entrar na corrente sanguínea para causar a doença.
A transmissão de pessoa a pessoa ocorre pelas gotículas respiratórias e também por contato com a pele. Os seres humano são o únicos reservatório conhecido para esse mico-organismo. Afeta pessoas não vacinadas, especialmente as crianças em idade escolar, países em desenvolvimento, idosos ou imunocomprometidos. Ocasionalmente pode infectar feridas, a vulva, a conjuntiva e o ouvido médio.

## Prevenção e Tratamento
A difteria pode ser prevenida através da imunização com toxoide diftérico através da vacina DTP, que possui também os antígenos do tétano e de pertússis. A eficácia da imunização é bem documentada, sendo a doença restrita a indivíduos não imunizados ou que foram imunizados incompletamente.
Um dos principais pontos no tratamento da difteria é a administração precoce da antitoxina diftérica para neutralizar especificamente a exotoxina, antes que aconteça sua ligação com as células do hospedeiro.
É vulnerável a penicilina G, eritromicina e clindamicina.